# كيري لين برات
كيري لين برات (بالإنجليزية: Keri Lynn Pratt)‏ هي عارضة وممثلة أمريكية، ولدت في 23 سبتمبر 1978 في الولايات المتحدة.

## أعمال

### مسلسلات
- الإخوة والأخوات
- التحقيق في موقع الجريمة
- عقول إجرامية
- فيرونيكا مارس
- هاوس

## وصلات خارجية
- كيري لين برات على موقع IMDb (الإنجليزية)
- كيري لين برات على موقع ألو سيني (الفرنسية)
- كيري لين برات على موقع أول موفي (الإنجليزية)
- كيري لين برات على موقع قاعدة بيانات الأفلام السويدية (السويدية)
- كيري لين برات على موقع إن إن دي بي (الإنجليزية)
- كيري لين برات على موقع قاعدة بيانات الفيلم (الإنجليزية)
- كيري لين برات على موقع كينوبويسك (الروسية)